# Alert Condition
Alert Condition (engl. ‚Alarmzustand‘), auch mit LERTCON abgekürzt, bezeichnet eine der sieben verschiedenen Notfallstufen der US-amerikanischen Streitkräfte, die während eines nationalen Notstandes ausgerufen werden kann. Die sieben LERTCONs sind in fünf Defense Conditions (DEFCONs) und zwei Emergency Conditions (EMERGCONs) unterteilt. Die höchste Alarmstufe, die je ausgerufen wurde, war 1962 während der Kubakrise die Alarmstufe DEFCON 2.